# دمجستون
دمجستون (به انگلیسی: Demegestone) با فرمول شیمیایی C21H28O2 یک ترکیب شیمیایی است. که جرم مولی آن ۳۱۲٫۴۴۵۸۲ گرم بر مول می‌باشد.